# Ergersheim (Frankrijk)
Ergersheim is een gemeente in het Franse departement Bas-Rhin (regio Grand Est). De plaats maakt deel uit van het arrondissement Molsheim. Ergersheim telde op 1 januari 2022 1.467 inwoners.

## Geografie
De oppervlakte van Ergersheim bedroeg op 1 januari 2022 6,51 vierkante kilometer; de bevolkingsdichtheid was toen 225,3 inwoners per km².

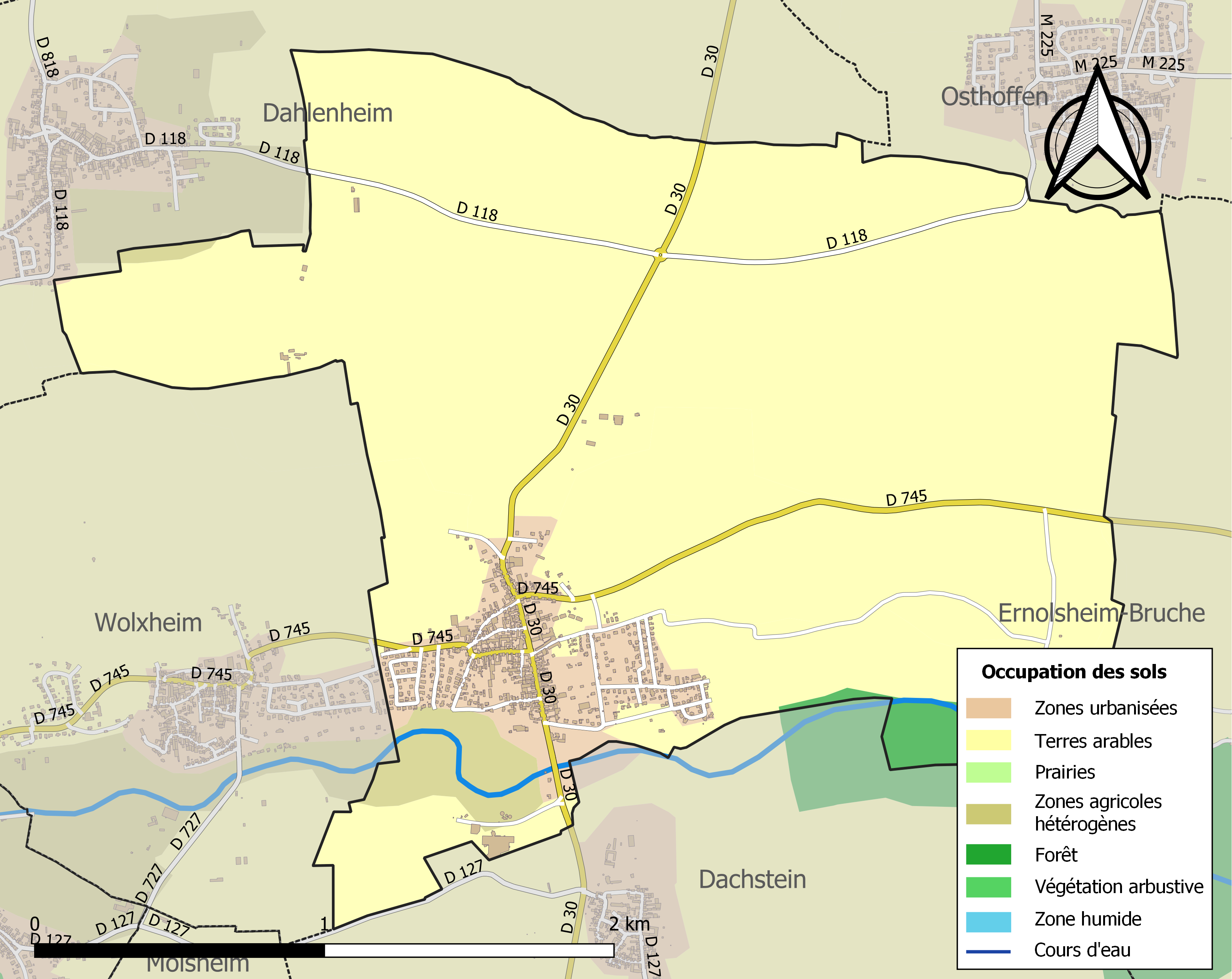
Kaart van de gemeente met de belangrijkste infrastructuur, bodemgebruik en omliggende gemeenten

## Demografie
Onderstaande figuur toont het verloop van het inwonertal (bron: INSEE-tellingen).

## Zustergemeente
- Ergersheim (Duitsland)